# Badutmean
Badutmean ist ein osttimoresischer Ort im Suco Batugade (Verwaltungsamt Balibo, Gemeinde Bobonaro). Er befindet sich in einer Meereshöhe von 43 m Südwesten der Aldeia Batugade. Westlich des Flusses Acodato liegt der Nachbarstaat Indonesien. Einer seiner Zuflüsse verläuft östlich von Badutmean Richtung Norden.